# IBM Global Services
IBM Services — це підрозділ професійних послуг від IBM, що складаються з ділових, технологічних та галузевих експертів, які застосовують передові технології та допомагають клієнтам будувати та запускати підприємста. Вона включає в себе два підрозділи: IBM Global Business Services (GBS) та IBM Global Technology Services (GTS).

## IBM Global Business Services
IBM Global Business Services (GBS) — це професійні послуги Global Services, включаючи консультації з управління та стратегії, системи інтеграції та управлінські послуги. Доходи від глобальних ділових послуг склали 13,5 мільярдів доларів у 2014 році.

### Історія
IBM почала надавати ІТ-послуги в середині сімдесятих років через департамент Data Processing Support Services (DPSS). У той час компанія перебувала під регуляторним тиском, щоб розділити свої послуги підтримки від продажу обладнання. Крім того, з запуском таких продуктів як CICS та IMS, багато клієнтів могли набути необхідного досвіду, для створення своїх додатків, тільки шляхом найму консалтингових послуг безпосередньо з самого IBM.
Пізніше, в 1989 році компанія Eastman Kodak і IBM завершила угоду, за допомогою якого IBM спроектував, побудував і керував новим сучасним центром даних для Kodak в Рочестері, в Нью-Йорку під торговою маркою Integrated Systems Solution Corporation (ISSC). Також в 1989 році IBM представила послуги з відновлення бізнесу, пропозиція, яка дозволяє бізнесу продовжити операції в разі незапланованого відключення або катастрофи.
У 1992 році компанія сформувала IBM Consulting Group в якості нової консалтингової організації надаючи послуги за напрямками бізнес-трансформації і IT стратегічного консалтингу. Цю ініціативу очолював Robert M. Howe, Віце-президент і генеральний директор IBM Consulting Group. Група була перейменована в IBM Business Innovation Services в 2001 році, а потім IBM Business Consulting Services. Оскільки консалтинг став пов'язаний з великою кількістю нових технологій, інтегрована організація стала відома як IBM Global Business Services.
У 2002 році IBM Global Services придбала підрозділ управлінського консалтингу і технологічних послуг PricewaterhouseCoopers. Консалтинговий бізнес PWC був проданий IBM в розмірі приблизно 3,5 млрд $ готівкою і акціями. Це майже подвоїло кількість консультантів в рамках IBM Global Services, додавши 30 000 консультантів в 52 країнах.
У 2016 році IBM оголосила про своє заплановане придбання Promontory Financial Group у вересні 2016 року і завершила угоду в листопаді 2016 року.

### Організаційна структура
IBM Global Business Services організована в три платформи зростання, що містять сім сервісних ліній:
- Цифрова стратегія та інтерактив: Digital Strategy, IBM iX
- Інновації Хмарних додатків: ADM Innovation, Cloud Application Migration Services, Next Gen EA
- Трансформація когнітивного процесу: Cognitive Business Decision Support, Cognitive Process Re-Engineering, Cognitive Process Services

### Поглинання
- PricewaterhouseCoopers (PwC) Consulting, 2001

- Bluewolf, 2016
- Resource/Ammirati, 2016
- Promontory Financial Group, 2016

## IBM Global Technology Services
IBM Global Technology Services (GTS) надає послуги інформаційних технологій (ІТ) для клієнтів по всьому світу. Професіонали GTS будують, запускають і підтримують критичну інфраструктуру в IT середовищі клієнтів. В останні роки GTS розширив свої можливості в гібридних хмарніх рішеннях і застосовує автоматизацію в своїх послугах, особливо через платформу IBM Services з Watson, запущеної в липні 2017 року. 8 жовтня 2020 року IBM оголосила, що виводить Managed Infrastructure Services зі складу GTS в нову публічну компанію, яка називається Kyndryl. Виведення, планується завершити до кінця 2021 року.

### Організаційна структура
IBM Global Technology Services надають послуги в двох ключових напрямах:
- Infrastructure Services забезпечують портфель хмарних, проектних, аутсорсингових та інших послуг. Портфоліо включає в себе гібридні хмарні послуги та рішення, які допомагають клієнтам у будівництві та управлінні IT-інфраструктури, використовуючи як публічні, так і приватні хмарні рішення.

- Technology Support Services надає послуги підтримки для поліпшення ІТ-інфраструктури клієнтів. Ці пропозиції включають в себе обслуговування продуктів IBM і інших технологічних платформ, а також підтримку програмного забезпечення.